# Reginald Delargey
Reginald John Delargey, (ur. 10 grudnia 1914 w Timaru na terenie diecezji Christchurch, zm. 29 stycznia 1979 w Auckland), nowozelandzki duchowny katolicki, kardynał, arcybiskup metropolita Wellington.

## Życiorys
Ukończył seminarium w Mosgiel i Papieski Uniwersytet Urbaniana w Rzymie; tam 19 marca 1938 roku otrzymał święcenia kapłańskie. W latach 1939–1957 pracował jako duszpasterz w diecezji Auckland. 25 listopada 1957 roku mianowany przez Piusa XII biskupem tytularnym Hirina i biskupem pomocniczym Auckland. Uczestniczył w obradach soboru watykańskiego II. 1 września 1970 roku mianowany biskupem Auckland, a 25 kwietnia 1974 roku przeniesiony na stolicę metropolitalną w Wellington. 24 maja 1976 roku kreowany kardynałem z tytułem prezbitera Immacolata al Tiburtino przez Pawła VI. W latach 1976–1979 przewodniczący Konferencji Episkopatu Nowej Zelandii. Uczestnik obu konklawe w 1978 roku. Zmarł w Auckland.